# 京都府道201号中山稲荷線
京都府道201号中山稲荷線（きょうとふどう201ごう なかやまいなりせん）は、京都府京都市西京区から京都市伏見区に至る一般府道である。

## 概要
京都市西京区大枝中山町から京都市伏見区深草稲荷御前町に至る。
国道9号から福西東通までの間は国道方面への一方通行、油小路通から久世橋東詰までの間は西行一方通行、本町通は北行一方通行となっている。本町街道から琵琶湖疏水、京阪本線を越えて龍谷大学の南側を通る区間は第一軍道と呼ばれる。上久世交差点から向日市を経て洛西ニュータウン西端部までは都市計画道路「久世北茶屋線」として、4車線（一部5車線）に整備された。

### 路線データ
- 起点：京都市西京区大枝中山町（山陰街道中山交差点、京都府道142号沓掛西大路五条線交点）
- 終点：京都市伏見区深草稲荷御前町（JR西日本奈良線 稲荷駅前、京都府道119号稲荷停車場線起点）

## 路線状況

### 重複区間
- 国道171号・大阪府道・京都府道14号大阪高槻京都線（京都市南区久世川原町 - 京都市南区吉祥院西ノ開町）

### 道路施設

#### 橋梁
- 久世橋（下り線：桂川、京都市南区、国道171号重複区間内）
- 新久世橋（上り線：桂川、京都市南区、国道171号重複区間内）
- 水鶏橋（鴨川、京都市伏見区）

## 地理

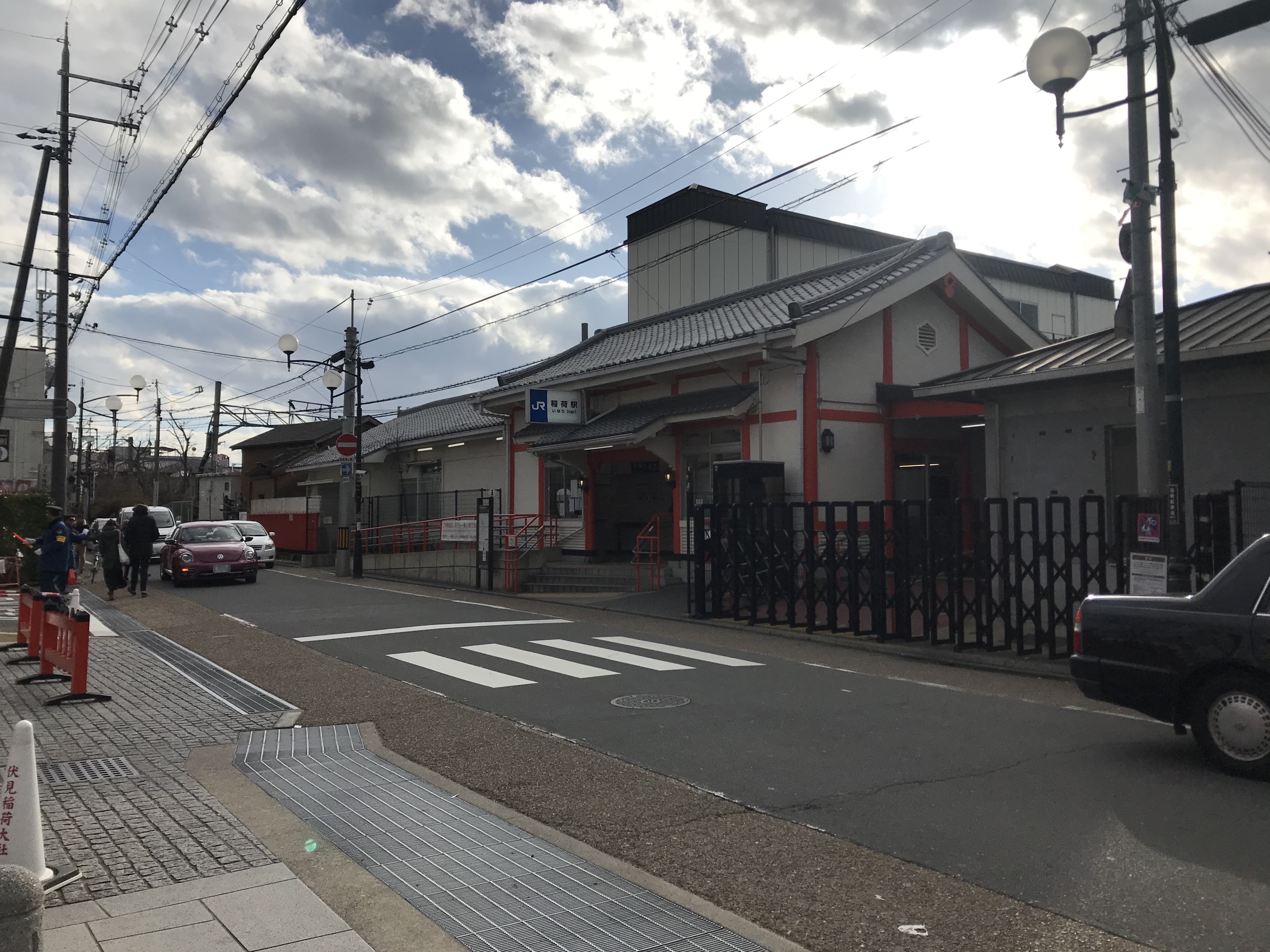
稲荷駅前の道路は京都府道201号。

### 通過する自治体
- 京都府
  - 京都市（西京区） - 向日市 - 京都市（西京区 - 南区 - 伏見区）

### 交差する道路
| 交差する道路                                                             | 市町村名 | 市町村名 | 交差する場所             | 交差する場所              |
| ------------------------------------------------------------------------ | -------- | -------- | ------------------------ | ------------------------- |
| 京都府道142号沓掛西大路五条線 / 山陰街道                                 | 京都市   | 西京区   | 大枝中山町               | 山陰街道中山交差点 / 起点 |
| 国道9号 / 山陰道                                                         | 京都市   | 西京区   | 大枝中山町               | 中山稲荷交差点            |
| 京都府道140号灰方中山線                                                  | 京都市   | 西京区   | 大枝中山町               |                           |
| 京都府道205号中山向日線 / 福西東通                                       | 京都市   | 西京区   | 大枝東長町               |                           |
| 京都府道・大阪府道67号西京高槻線                                         | 向日市   | 向日市   | 物集女町（もずめちょう） | 物集女交差点              |
| 国道171号 重複区間起点 大阪府道・京都府道14号大阪高槻京都線 重複区間起点 | 京都市   | 南区     | 久世川原町               |                           |
| 京都府道123号水垂上桂線                                                  | 京都市   | 南区     | 久世川原町               | 久世橋西詰交差点          |
| 京都府道801号京都八幡木津自転車道線                                      | 京都市   | 南区     | 吉祥院石原橋裏           |                           |
| 国道171号 重複区間終点 大阪府道・京都府道14号大阪高槻京都線 重複区間終点 | 京都市   | 南区     | 吉祥院西ノ開町           |                           |
| 国道1号 / 京阪国道                                                       | 京都市   | 南区     | 上鳥羽南花名町           | 中山稲荷交差点            |
| 国道24号 / 竹田街道 京都府道115号伏見港京都停車場線 重複                 | 京都市   | 伏見区   | 竹田久保町               | 竹田久保町交差点          |
| 京都府道119号稲荷停車場線                                                | 京都市   | 伏見区   | 深草稲荷御前町           | 終点                      |

### 交差する鉄道
- 阪急京都本線
- 東海道本線
- 東海道新幹線
- 近鉄京都線
- 京都市営地下鉄烏丸線
- 京阪本線

### 沿線
- 京都経済短期大学
- 京都明徳高等学校
- 医療法人回生会 第二回生病院
- 物集女城跡
- 向日市立西ノ岡中学校
- 阪急京都本線 洛西口駅
- 陸上自衛隊桂駐屯地
- イオンモール京都桂川
- JR西日本東海道本線 桂川駅
- 京都市立久世西小学校
- 綾戸国中神社
- 吉祥院ボウル
- 京都市中央卸売市場第二市場
- 大日本印刷 電子デバイス事業部京都工場
- 京都信用金庫 上鳥羽支店
- 京都上鳥羽郵便局
- 京都市立上鳥羽小学校
- 近鉄京都線 上鳥羽口駅
- 京都拘置所
- 近畿運輸局 京都運輸支局本庁舎
- 京都市営地下鉄烏丸線 くいな橋駅
- 京都府立京都高等技術専門校
- 学校法人京都府自動車学校
- 龍谷大学 深草学舎
- 京都市立砂川小学校
- 京阪本線
  - 龍谷大前深草駅 - 伏見稲荷駅
- JR西日本奈良線 稲荷駅
- 伏見稲荷大社
- 京都銀行 稲荷支店
- 京都信用金庫 稲荷支店
- 伏見稲荷郵便局